# Landrais
Landrais település Franciaországban, Charente-Maritime megyében. Lakosainak száma 798 fő (2022. január 1.). Landrais Ardillières, Chambon, Ciré-d’Aunis, Forges, Muron, Le Thou és Saint-Pierre-La-Noue községekkel határos.

## Népesség
A település népességének változása:
| Lakosok száma | 480  | 459  | 474  | 612  | 776  | 751  | 736  | 729  | 758  | 798  |
|               | 1968 | 1982 | 1990 | 2006 | 2013 | 2015 | 2017 | 2019 | 2020 | 2022 |